# Macrosteles sordidipennis
Macrosteles sordidipennis är en insektsart som beskrevs av Carl Stål 1858. Macrosteles sordidipennis ingår i släktet Macrosteles och familjen dvärgstritar. Enligt den finländska rödlistan är arten sårbar i Finland. Arten är reproducerande i Sverige. Artens livsmiljö är strandängar vid Östersjön. Inga underarter finns listade i Catalogue of Life.